# آني سوينرتون
كانت آني لويزا سوينرتون، عضو الأكاديمية الملكية للفنون، (الاسم قبل الزواج: آني لويزا روبنسون) (26 فبراير 1844-24 أكتوبر 1933) رسامة بريطانية اشتهرت في رسم لوحات البورتريه واللوحات الرمزية. درست سوينرتون في مدرسة مانشستر للفنون وفي أكاديمية جوليان قبل استقرارها في المجتمع الفني في روما مع زوجها جوزيف سوينرتون، المختص في النحت الضخم. تأثرت سوينرتون بجورج فريدريك واتس والسير إدوارد بورن جونز. أعرب جون سنغر سارغنت عن تقديره لعملها، وساعدها في أن تصبح أول عضو نسائي منتخب في الأكاديمية الملكية للفنون في عام 1922. رسمت سوينرتون صورًا لهنري جيمس وميليسنت فاوست. تتواجد مجموعتها العامة الرئيسية من الأعمال في معرض مانشستر للفنون، ولكن الأعمال الفردية تتواجد في عدد قليل من المدن الإنجليزية الأخرى، بالإضافة إلى غلاسكو، ودبلن، وباريس، واثنان في ملبورن بأستراليا. كانت آني صديقة مقربة لكبار المدافعات عن حقوق النساء في التصويت في ذلك الوقت، ولاسيما عائلة بانكيرست.

## بداية حياتها
وُلِدَت آني لويزا روبنسون في هولم بمانشستر في عام 1844. كان والداها المحامي فرانسيس روبنسون وآن ساندرسون، وكان لديها ست أخوات. عملت في صنع وبيع الألوان المائية للمساعدة في دخل الأسرة خلال فترة مالية صعبة. درست شقيقتاها جوليا وإميلي أيضًا في مدرسة مانشستر للفنون، وسُجِلتا كطالبتين حائزتين على جوائز في صحيفة مانشستر غارديان في عام 1873 (عدد 24 ديسمبر، الصفحة 8).

## التعليم
تدربت سوينرتون في مدرسة مانشستر للفنون ابتداءً من عام 1871، وفازت بالجائزة الذهبية ومنحة دراسية للرسم بالزيت والألوان المائية. درست في روما مع صديقتها وزميلتها الفنانة سوزان إيزابيل داكر منذ عام 1874 حتى عام 1876، ودرستا بعدها في أكاديمية جوليان في باريس منذ عام 1877 حتى عام 1880. تأثرت سوينرتون بأعمال جول باستيان ليباج. عاشت في مانشستر في عام 1880، وانتقلت إلى لندن بحلول عام 1882.

## حياتها كفنانة

### الأسلوب
رسمت آني لوحات البورتريه، وشخصيات وأعمالًا رمزية ومناظر طبيعية. كان جورج فريدريك واتس والسير إدوارد بورن جونز من المؤيدين لمسيرتها المهنية. قالت ليندا موراي: «تأثرت سوينرتون بواتس كثيرًا، وكان العديد من موضوعاتها من النوع المجازي أو الرمزي الذي كان موطن قوته. كان رسمها متينًا، وكان لديها فهم نحتي للشكل المتوافق مع الألوان المنعشة وغير المدمجة، والذي يُظهِر التشابه مع الانطباعية. نص فهرس معرض تيت بعنوان «المكشوف، العري الفيكتوري» على أن «آني سوينرتون التي تعيش في روما، كانت واحدة من أكثر رسامات الفن العاري جرأة، وغالبًا ما كانت تصدم الجماهير بشخصياتها المرسومة بقوة».

أعمال جورج فريدريك واتس، وإدوارد بورن جونز، وآني لويزا سوينرتون
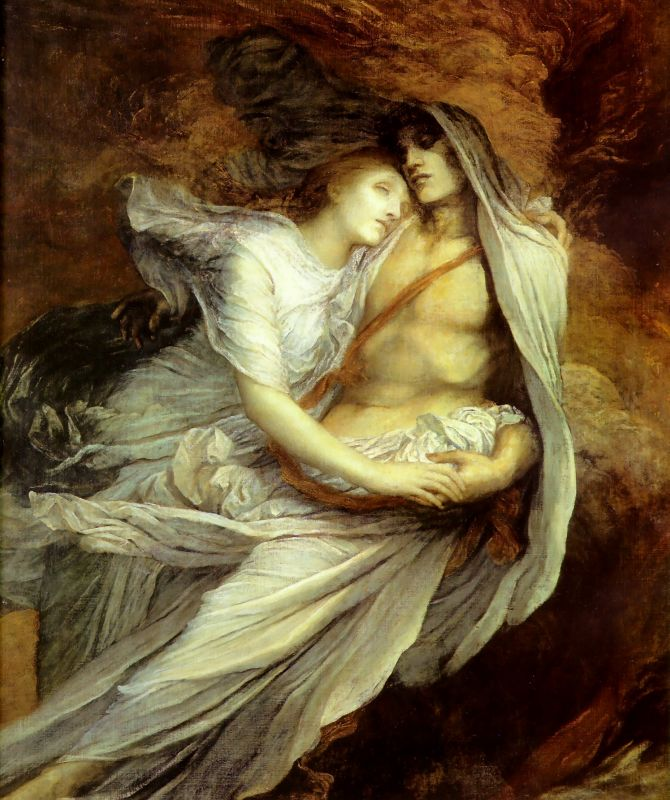
جورج فريدريك واتس، باولو وفرانشيسكا
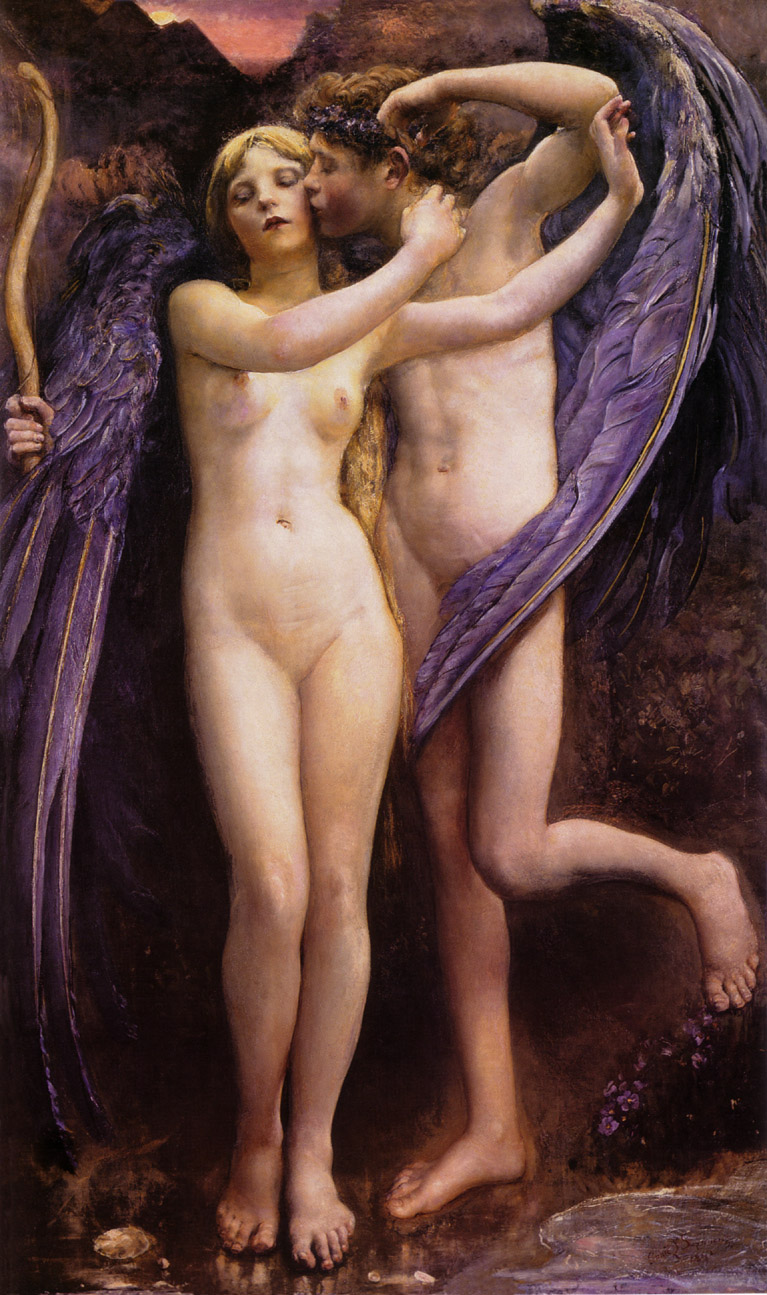
آني لويزا سوينرتون، كيوبيد وسيكي، 1890، معرض أولدهام
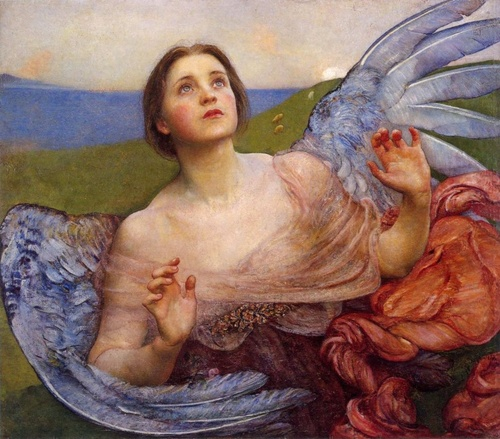
آني لويزا سوينرتون، حاسة البصر، لوحة زيتية على قماش، 1895، متاحف ليفربول الوطنية
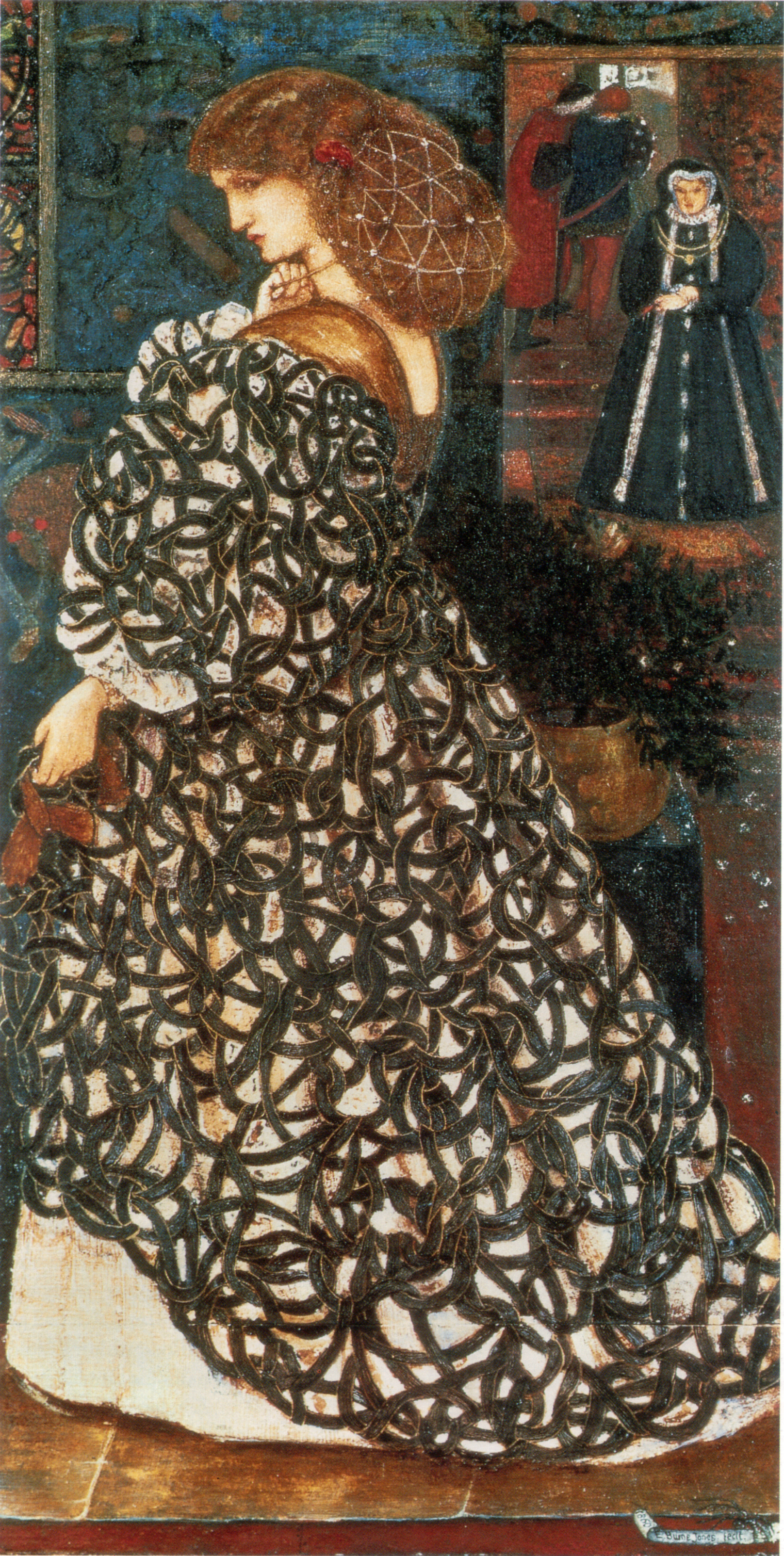
إدوارد بورن جونز، سيدونيا فون بورك، 1860

تضمنت أعمال سوينرتون جوانب من الكلاسيكية الجديدة وما قبل الرفائيلية والانطباعية. وصفت مجلة ذا ماغازين أوف آرت أحد أعمالها قائلة: «تُعد لوحة الأم المنتصرة لسوينرتون تصميمًا مبتكرًا للغاية. تظهر أطراف الجسد كأنها مشبعة إلى حد ما في التحديد، مع وجود استخدام لدرجة معينة من اللون المعدني البعيد تمامًا عن فكرة تدفق الدم في جسم الإنسان». برعت سوينرتون أيضًا في رسم الأطفال.

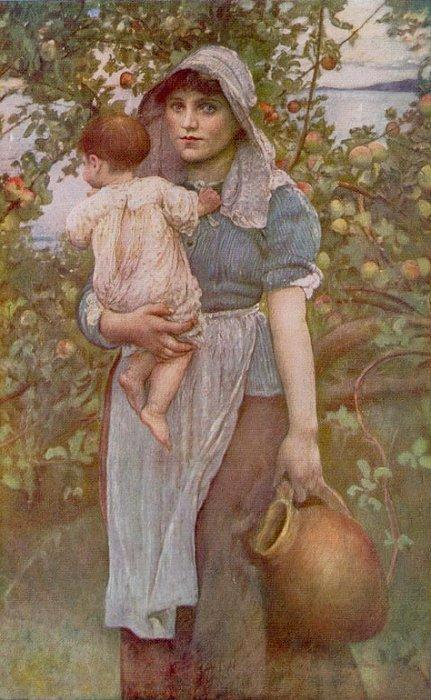
الأم الشابة، حوالي عام 1887
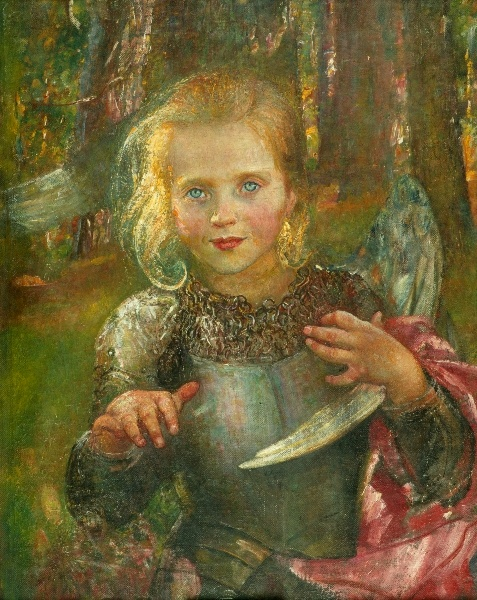
أوهام، لوحة زيتية على قماش، 1900، معرض مانشستر للفنون
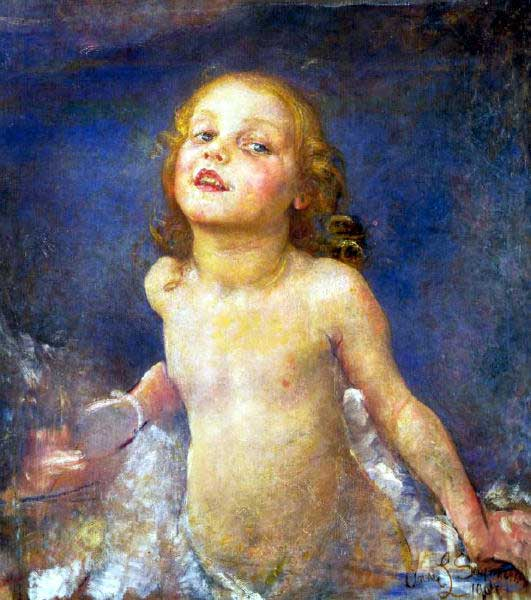
الأمل القائم الجديد، 1904

### الحياة المهنية
تشاركت سوينرتون مع سوزان داكر في نفس المرسم، وأسستا جمعية مانشستر للرسامات في عام 1879، والتي قدمت التعليم الفني والمعارض، وكانت إميلي روبنسون عضوًا في الجمعية أيضًا. رسمت سوينرتون صورة داكر، التي عُرضت في عام 1880 في الأكاديمية الملكية للفنون، ونُقِلَت إلى معرض مانشستر للفنون في عام 1932. كانت سوينرتون ثاني امرأة تجلس في لجنة تعليق الصور في معرض الخريف في ليفربول في عام 1895.
رسمت سوينرتون صورًا لأفراد عائلة غاريت، ومن ضمنهم أغنيس غاريت، والسيدة ميليسنت غاريت فاوست، التي اشتراها شانتري بيكيست للشعب وهي موجودة في معرض تيت، ولويزا غاريت أندرسون.

رسمت أيضًا صورًا لأشخاص مقربين من عائلة غاريت، ومن ضمنهم هنري جيمس والقس ويليام غاسكل، زوج الروائية إليزابيث غاسكل. كانت السيدة إثيل سميث راعية لسوينرتون، فرسم جون سنغر سارغنت لوحة لسوينرتون وشقيقة سميث، السيدة تشارلز هانتر.

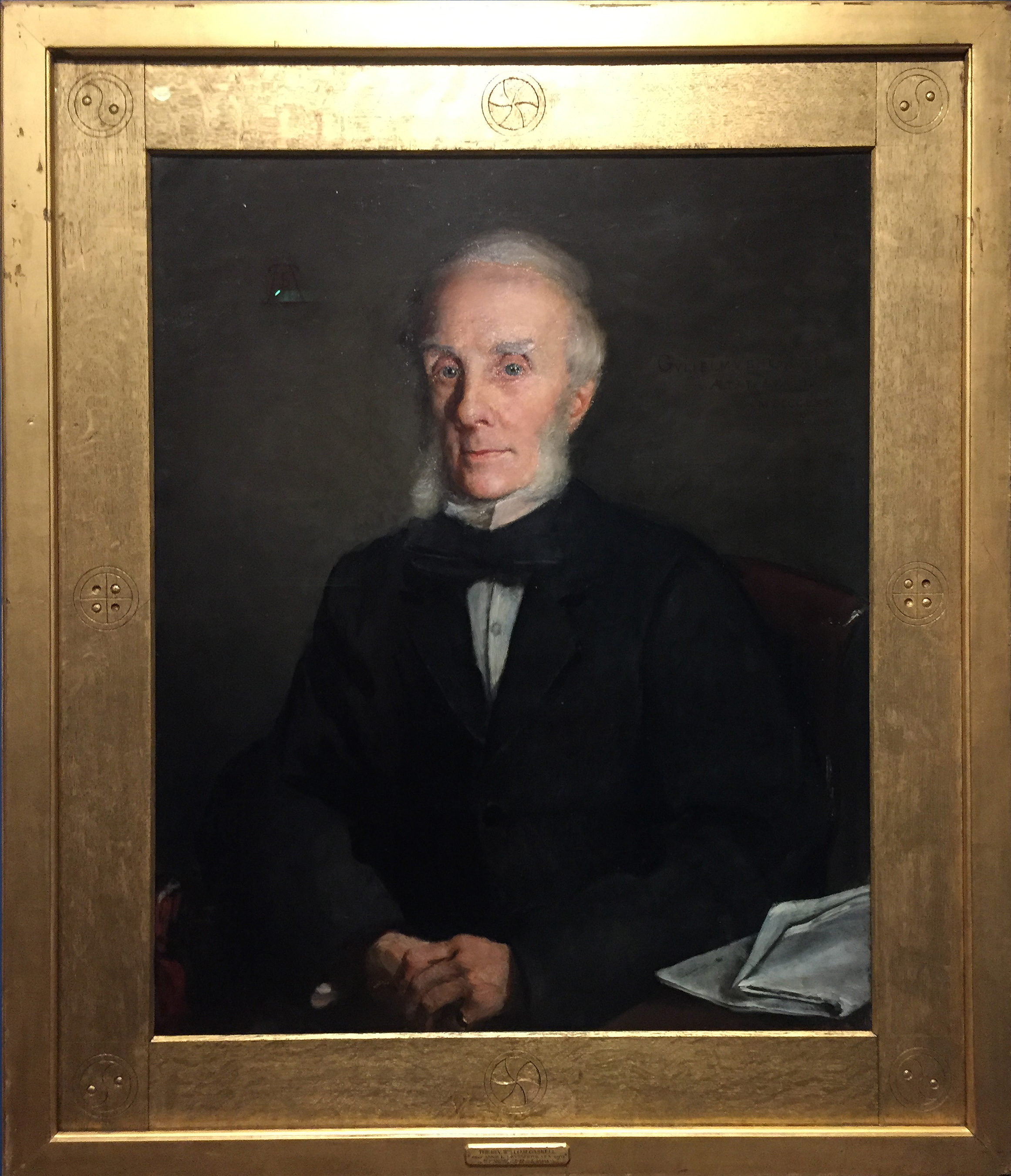
القس ويليام غاسكل، 1879
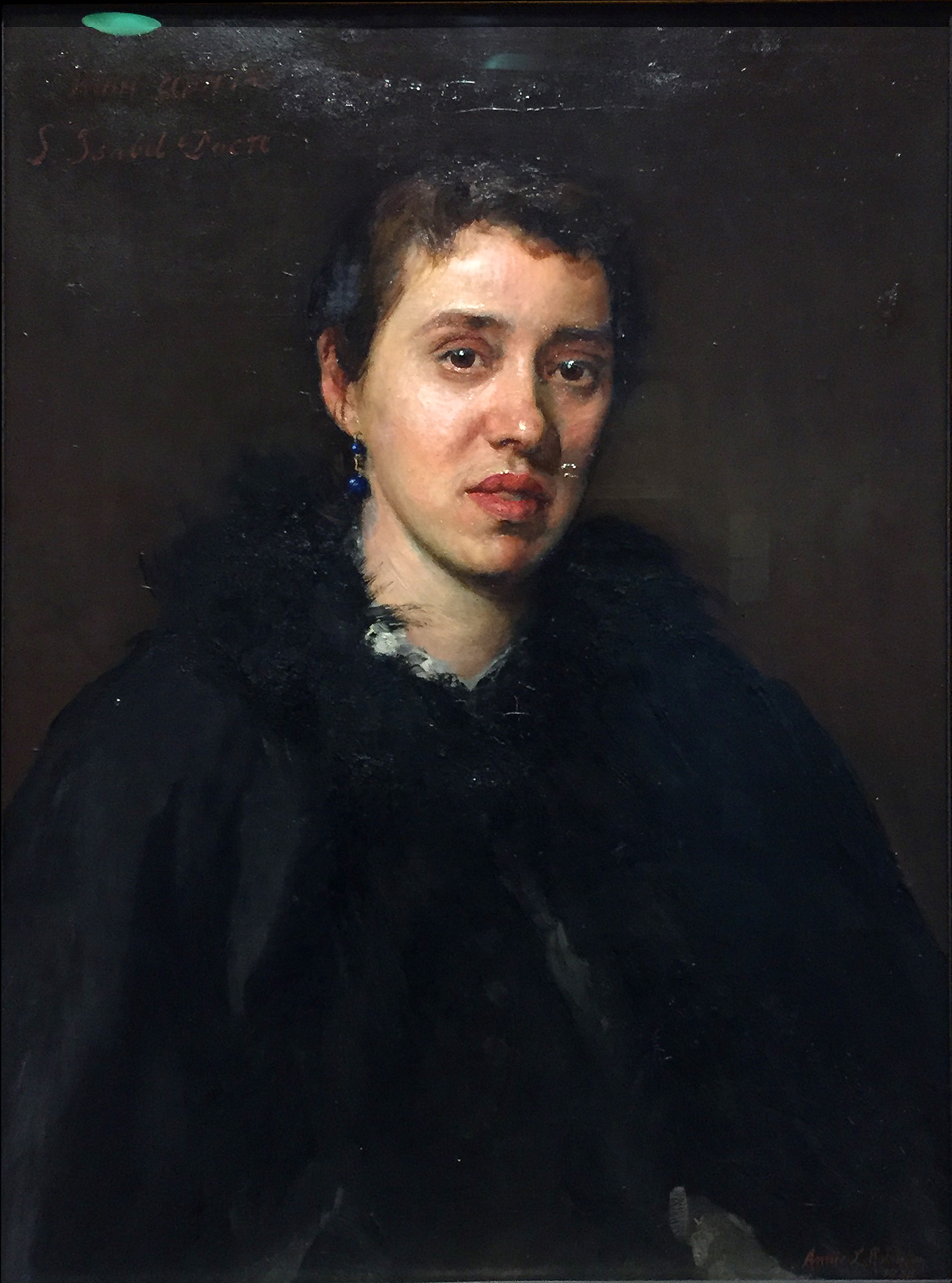
سوزان إيزابيل داكر، 1880
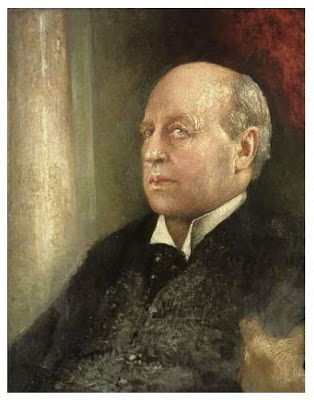
هنري جيمس، بحلول عام 1922
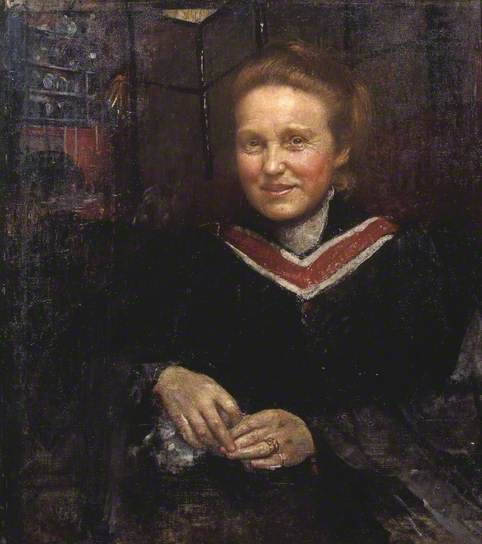
السيدة ميليسنت فاوست، سي بي إي، إل إل دي، معرض تيت، بحلول عام 1930

عرضت سوينرتون أعمالها في الأكاديمية الملكية للفنون مع مقدمة افتتاحية من بيرن جونز منذ عام 1879 حتى عام 1886 ثم منذ عام 1902 حتى عام 1934. أعرب جون سنغر سارغنت عن تقديره لعملها واشتراه، وأعطى الشعب لوحة الأوريدات (الحوريات الجبليات) التي رسمتها سوينرتون، وكان له دور فعال في انتخابها في عام 1922 لتصبح أول امرأة مشاركة في الأكاديمية الملكية منذ القرن الثامن عشر، وأول امرأة تُنتَخَب في المنظمة. عُرِضَت أعمال سوينرتون في المعارض الوطنية والدولية الأخرى، ومن ضمنها أبردين، ودونكاستر، وهدرسفيلد، ومانشستر، وشيكاغو وبيتسبرغ. عُرِضَت لوحة فلورنس نايتنغيل في سكوتاري في عام 1893 في معرض المرأة في معرض شيكاغو العالمي. قالت لهيلاري فريزر، مؤلفة كتاب النساء يكتبن التاريخ الفني في القرن التاسع عشر، إن العمل أظهر الطريقة التي يمكن للفنانات من خلالها نقل مشاعر العطاء من خلال التركيب الفني واللون القوي. أدرِجَت سوينرتون ضمن معرض عام 2018 بعنوان النساء في باريس 1850-1900.

## الدفاع عن حق المرأة في التصويت
كانت سوينرتون مؤيدة نشطة لحركة حق المرأة في التصويت في ذلك الوقت، وكانت من الموقعين على إعلان الاتحاد الوطني لجمعيات حق المرأة في التصويت لعام 1889 لصالح حق المرأة في التصويت.

## الحياة الشخصية
التقت سوينرتون بالنحات جوزيف ويليام سوينرتون، من جزيرة مان، بينما كان الاثنان يعيشان في روما غالبًا. تزوجا في عام 1883، وعاشا بشكل أساسي في روما وكان لديهما استوديو في شيبارد بوش في لندن. توفي زوجها في عام 1910.
تدهورت حالة سوينرتون البصرية في سنواتها الأخيرة، وتنقّلت بعد وفاة زوجها للعيش بين تشيلسي ولندن وروما، واستقرت أخيرًا في جزيرة هايلينغ بإنجلترا، وتوفيت هناك في عام 1933. عُرِضت محتويات الاستوديو السابق الخاص بها للبيع بعد وفاتها، وأُزيل المكان من شارع 1 إيه ذي أفنيو، 76 فولهام رود، لندن، أس دبليو 3 في منطقة كريستي في لندن في 9 فبراير عام 1934. شمل ذلك أعمالها الخاصة (المكتملة وغير المكتملة)، ومجموعتها الصغيرة من الصور التي رسمها كبار الفنانين (بما في ذلك غورتشينو وموروني) بالإضافة إلى الإطارات والحوامل الخشبية. تركت سوينرتون في وصيتها، وفي تخليد لذكرى سوزان إيزابيل داكر، وصية للفنان فرانسيس دود.

وُصِفَت سوينرتون على النحو التالي:
كانت فنانة موهوبة وامرأة بارعة، على الرغم من أنه من الصعب القول إنها كانت تتمتع بسحر السلوك. كانت صراحتها محرجة في بعض الأحيان للحفاظ على شجاعة قناعاتها، وكان لديها تلعثم طفيف.
-غلاديس ستوري، ديكنز وابنتها